# Köpmanskärs kobbarna
Köpmanskärs Kobbarna är skär i Åland (Finland). De ligger i Skärgårdshavet och i kommunen Kökar i landskapet Åland, i den sydvästra delen av landet. Öarna ligger omkring 64 kilometer öster om Mariehamn och omkring 220 kilometer väster om Helsingfors. Köpmanskärs  De ligger på ön Langboskär.
Arean för den av öarna koordinaterna pekar på är 0,6 hektar och dess största längd är 110 meter i sydöst-nordvästlig riktning. Trakten är glest befolkad. Närmaste större samhälle är Kökar, 10,0 km sydväst om Köpmanskärs Kobbarna.